# Leonurus pseudopanzerioides
Leonurus pseudopanzerioides là một loài thực vật có hoa trong họ Hoa môi. Loài này được Krestovsk. mô tả khoa học đầu tiên năm 1988.